# Carl Mayer von Rothschild
 (janvier 2012).
Si vous disposez d'ouvrages ou d'articles de référence ou si vous connaissez des sites web de qualité traitant du thème abordé ici, merci de compléter l'article en donnant les références utiles à sa vérifiabilité et en les liant à la section « Notes et références ».
Le baron Carl Mayer von Rothschild, né Kalman Mayer Rothschild à Francfort au sein de la famille Rothschild le 24 avril 1788 et décédé le 10 mars 1855 est un banquier né allemand du royaume des Deux-Siciles et le fondateur de la lignée Rothschild de Naples.

## Biographie
Il est le quatrième fils des cinq de Mayer Amschel Rothschild (1743-1812) et Gutlé Schnapper (1753-1849). 

### Descendance
Le 16 septembre 1818 il épouse Adelheid Herz (1800-1853), avec laquelle il aura les enfants suivants:
- Charlotte von Rothschild (1819-1884) mariée à Lionel de Rothschild
- Mayer Carl von Rothschild (1820-1886)
- Adolphe de Rothschild (1823-1900)
- Wilhelm Carl von Rothschild (1828-1907)
- Anselm Alexander Carl (1835-1854)